# Jennifer Hudson
Jennifer Kate Hudson (sinh ngày 12 tháng 9 năm 1981) là một nữ diễn viên và ca sĩ người Mỹ. Cô xuất hiện lần đầu trước công chúng khi tham gia cuộc thi American Idol năm 2004 và sau đó trở thành một nữ diễn viên nổi tiếng khi tham gia phim Dreamgirls và giành được nhiều giải thưởng lớn, trong đó có giải Oscar cho nữ diễn viên phụ xuất sắc nhất. Cô giành được một giải Grammy ở hạng mục "Album R&B xuất sắc nhất" cho album đầu tay Jennifer Hudson của cô.

## Cuộc sống
Jennifer Hudson sinh tại thành phố Chicago, Illinois, là con gái của Darnell Donerson và Samuel Simpson (mất năm 1999). Cha cô là một tài xế xe buýt còn mẹ cô làm công việc nội trợ tại gia đình. Jennifer theo học tại trường đào tạo nghề Dunbar và tốt nghiệp năm 1999. Cùng năm đó, cô bắt đầu hẹn hò với James Payton và đến tháng 12 năm 2007 thì họ chấm dứt mối quan hệ. Gần đây, cô hẹn hò với David Otunga và anh đã cầu hôn Jennifer vào ngày sinh nhật thứ hai mươi bảy của cô. Họ có quan hệ với nhau được gần một năm.

### Thảm kịch gia đình
Ngày 24 tháng 10 năm 2008, mẹ của Jennifer là bà Darnell Donerson (57 tuổi) và anh trai cô Jason (29 tuổi) bị bắn chết tại nhà riêng của họ tại Chicago, Illinois. Ngay sau đó, chị gái của Jennifer cũng thông báo con trai của cô là Julian King đã bị mất tích.
Cùng ngày, cảnh sát Chicago đã bắt giữ Willam Balfour, 27 tuổi, chồng của chị gái Julia và tiến hành thẩm vấn. William Balfour từng ở tù 7 năm với nhiều tiền án tiền sự như giết người, trộm cắp và sở hữu xe ăn cắp. Ngày 27 tháng 10 năm 2008, cảnh sát phát hiện xác của cậu bé Julian King trong một chiếc ô tô. Cậu bé 7 tuổi đã bị bắn chết bởi bằng nhiều phát súng.
Sau khi thảm kịch xảy ra, Jennifer Hudson đã nhận được nhiều lời động viên, chia sẻ của những người hàng xóm, các nghệ sĩ, các fan hâm mộ và của đương kim tổng thống mới của Mỹ Barack Obama.

## Sự nghiệp

### American Idol
Trong mùa giải thứ ba của cuộc thi âm nhạc American Idol diễn ra vào năm 2004, Jennifer Hudson tham dự vòng thi tuyển tại Atlanta, Georgia và sau đó được chọn vào top 12 thí sinh. Cô kết thúc cuộc thi với vị trí thứ bảy chung cuộc. Trong vòng chung kết American Idol, cô đã trình bày nhiều bài hát như "Imagine" (John Lennon), "Baby, I Love You" (Aretha Franklin), "Circle of Life" (Elton John), "I Have Nothing" (Whitney Houston)...

### Dreamgirls
Tháng 11 năm 2005, Jennifer Hudson vượt qua rất nhiều các ca sĩ nổi tiếng trên khắp nước Mỹ để nhận vai Effie White trong bộ phim Dreamgirls, trong đó có Fantasia Barrino, người từng đoạt danh hiệu American Idol và nữ diễn viên nổi tiếng Raven-Symoné. Trong Dreamgirls, cô diễn xuất chung với nhiều diễn viên và ca sĩ nổi tiếng khác như Jamie Foxx, Beyoncé Knowles và Eddie Murphy. Cô trình diễn ca khúc "And I Am Telling You I'm Not Going" và đã nhận được nhiều lời khen ngợi từ báo The New York Observer, đồng thời xuất hiện trên các bảng xếp hạng của Billboard.
Lần xuất hiện đầu tiên trên màn ảnh đã mang lại cho Jennifer Hudson nhiều giải thưởng quý giá về nghệ thuật, trong đó có giải Oscar, giải Quả Cầu Vàng, giải BAFTA và giải SAG cho nữ diễn viên phụ xuất sắc nhất. Ở tuổi 25, cô đã trở thành người trẻ thứ 8 trong lịch sử đoạt giải Oscar và đồng thời là một trong số ít các ca sĩ giành được giải thưởng lớn này trong lĩnh vực điện ảnh.
Vào tháng 3 năm 2007, Jennifer trở thành nữ ca sĩ da đen đầu tiên và đồng thời là người Mỹ gốc Phi thứ ba xuất hiện trên bìa của tạp chí Vogue.

### Hậu Dreamgirls
Sau khi giành được nhiều giải thưởng lớn trong bộ phim Dreamgirls, Jennifer Hudson tiếp tục tham gia nhiều dự án làm phim khác như Sex and the City, Winged Creatures và The Secret Life of Bees. Năm 2011, cô cùng Christina Aguilera và một số ca sĩ khác biểu diễn lại các bài hát bất hủ của Aretha Franklin tại lễ trao giải Grammy để vinh danh nữ ca sĩ huyền thoại này.